# Cophocetus
Cophocetus — вимерлий рід вусатих китів, відомий з морських шарів міоценового віку в Орегоні, Північна Америка.